# 11i
11i è il terzo album in studio del gruppo musicale statunitense Supreme Beings of Leisure, pubblicato il 12 febbraio 2008.

## Tracce
1. The Light – 4:48
2. This World – 3:26
3. Mirror – 5:11
4. Swallow – 4:48
5. Good – 4:04
6. Pieces – 4:07
7. Angelhead (feat. Lili Haydn) – 4:49
8. Ride – 5:07
9. Oneness (feat. Marty Friedman) – 3:01
10. Everywhere – 5:06
11. Lay Me Down – 8:18